# Sandalus niger
Sandalus niger är en skalbaggsart som beskrevs av August Wilhelm Knoch 1801. Sandalus niger ingår i släktet Sandalus och familjen Rhipiceridae. Inga underarter finns listade i Catalogue of Life. Arten har sin hemvist i Nordamerika.